# Cantó de Lanslebourg-Mont-Cenis
El cantó de Lanslebourg-Mont-Cenis és un cantó francès del departament de la Savoia, situat al districte de Saint-Jean-de-Maurienne. Té 7 municipis i el cap és Lanslebourg-Mont-Cenis.

## Municipis
- Bessans
- Bonneval-sur-Arc
- Bramans
- Lanslebourg-Mont-Cenis
- Lanslevillard
- Sollières-Sardières
- Termignon

## Història
| Període                                   | Identitat   | Partit                | Qualitat                                  |
| ----------------------------------------- | ----------- | --------------------- | ----------------------------------------- |
| Les dades anteriors no són pas conegudes. |             |                       |                                           |
| 1949-1955                                 | M. Gravier  | DVD                   |                                           |
| 1955-1961                                 | M. Colon    | DVD                   |                                           |
| 1961-1973                                 | M. Gravier  | MRP després Centrista |                                           |
| 1973-2004                                 | René Girard | UDR després UDF       | Alcalde de Bramans (1966-2001)            |
| 2004-en curs                              | Rozenn Hars | UMP                   | vicepresident delegat del Consell General |

## Demografia
| 1882                                                          | 1926 | 1962 | 1968 | 1975 | 1982  | 1990  | 1999  | 2008  |
| ?                                                             | ?    | ?    | ?    | ?    | 2.196 | 2.427 | 2.574 | 2.653 |
| ------------------------------------------------------------- | ---- | ---- | ---- | ---- | ----- | ----- | ----- | ----- |
| Nombre retenu à partir de 1990: Població sense dobles comptes |      |      |      |      |       |       |       |       |